# Lomefloxacină
Lomefloxacina este un antibiotic din clasa fluorochinolonelor de generația 2-a. Este utilizată în tratamentul unor infecții bacteriene, precum: bronșită, uretrită, prostatită și alte infecții de tract urinar. Poate induce fototoxicitate.
Molecula a fost patentată în anul 1983 și a fost aprobată pentru uz medical în anul 1989.